# Grönemeyer (Album)
Grönemeyer ist das erste Studioalbum des deutschen Komponisten und Sängers Herbert Grönemeyer.

## Hintergrund
Die ersten Aufnahmen für das Album fanden im Februar 1978 im Kölner Tonstudio Cornet statt. Die Texte für die beiden eingespielten Lieder Pompeji und Ich bin ein Spieler stammen von Produzent Horst-Herbert Krause. Die Musik für Pompeji komponierten Produzent und Arrangeur Ingfried Hoffmann und Jürgen Triebel. Auch die anderen Lieder, die erst nach der Unterbrechung durch den Dreh für Peter Keglevics Zuhaus unter Fremden im Januar und Februar 1979 in Köln und Ludwigsburg von Carlos Albrecht aufgenommen und in Ludwigsburg gemischt wurden, stammen überwiegend aus der Feder von Krause und Hoffmann. Grönemeyer schrieb lediglich den Text zu Guten Morgen und komponierte Ich bin ein Spieler selbst. Die Komposition für Verflucht – es tut mir weh und Mein Konzert stammen von Hoffmann und Grönemeyer. Intercord veröffentlichte das Album 1979, jedoch blieb der kommerzielle Erfolg aus. Das Album wurde nach 10 Jahren wiederveröffentlicht und ist im Format CD im Backkatalog von Intercord erhältlich.

## Titelliste
| #   | Titel                      | Länge |
| --- | -------------------------- | ----- |
| 1.  | Guten Morgen               | 3:05  |
| 2.  | Pompeji                    | 5:16  |
| 3.  | Verflucht – es tut mir weh | 2:23  |
| 4.  | Mensch – ich hau ab        | 2:40  |
| 5.  | Spring ins wilde Leben     | 4:48  |
| 6.  | Julie                      | 3:48  |
| 7.  | Hier in dem Lokal          | 3:33  |
| 8.  | Ich bin ein Spieler        | 3:33  |
| 9.  | Der Fremde                 | 3:22  |
| 10. | Mein Konzert               | 3:37  |

## Besetzung
- Herbert Grönemeyer – Gesang
- Kevin Mulligan – Gitarre, Banjo, Slideguitar
- Dave King – Bassgitarre
- Garcia Morales – Schlagzeug, Perkussion
- Ingfried Hoffmann – Keyboards
- Karlheinz Kästel – Gitarre (Pompeji und Ich bin ein Spieler)
- Helmut Kandlberger – Bassgitarre (Ich bin ein Spieler)
- Brigitte Witt – Hintergrundgesang (Pompeji)
- Catrin Pröpper – Hintergrundgesang (Pompeji)
- Hana Dölitsch – Hintergrundgesang (Pompeji)
- Hans von Hall – Hintergrundgesang (Pompeji)
- Howard Lovell – Hintergrundgesang (Pompeji)
- Wolfgang ‚Wolly‘ Emperhoff – Hintergrundgesang (Pompeji)
- Carl Schäuble – Hintergrundgesang (Ich bin ein Spieler)
- Jürgen Triebel – Hintergrundgesang (Ich bin ein Spieler)

## Rezeption
Der Künstler selbst bezeichnet sein Debütalbum in der Retrospektive als „ein ziemlicher Kompromiss und konsequent höchstens in seiner Schrillheit“. Musikjournalist Burghard Rausch sieht in dem Album „eine mißglückte Kreuzung zwischen Liedermacher, Politbarde und Rocksänger“. Prinz, ein Bochumer Stadtmagazin, bezeichnete Grönemeyer als „konfuses Erstlingswerk“.
Grönemeyer gelang erst fünf Jahre später mit dem Album 4630 Bochum und der Single Männer der nationale Durchbruch in Deutschland. Sowohl in seiner Werkschau Alles als auch auf der offiziellen Homepage wird Grönemeyer ausgelassen.